# Simulium iracouboense
Simulium iracouboense es una especie de insecto del género Simulium, familia Simuliidae, orden Diptera.
Fue descrita científicamente por Floch & Abonnence, 1946.